# Sainte-Euphémie-sur-Ouvèze
Pour les articles homonymes, voir Sainte-Euphémie.
Sainte-Euphémie-sur-Ouvèze est une commune française située dans le département de la Drôme, en région Auvergne-Rhône-Alpes.

## Géographie

### Relief et géologie
Sites particuliers :
- le défilé de Saint-Colomban[1].
- le col de Peyruergue[1].

### Hydrographie
La commune est située dans la vallée de l'Ouvèze.
L'ancien lavoir du village est alimenté par une source potable[réf. nécessaire].
Sites particuliers :
- la cascade de Roudille[1].

### Climat
Pour des articles plus généraux, voir Climat d'Auvergne-Rhône-Alpes et Climat de la Drôme.
En 2010, le climat de la commune est de type climat méditerranéen altéré, selon une étude du Centre national de la recherche scientifique s'appuyant sur une série de données couvrant la période 1971-2000. En 2020, Météo-France publie une typologie des climats de la France métropolitaine dans laquelle la commune est exposée à un climat de montagne ou de marges de montagne et est dans la région climatique  Alpes du sud, caractérisée par une pluviométrie annuelle de 850 à 1 000 mm, minimale en été. 
Pour la période 1971-2000, la température annuelle moyenne est de 11,4 °C, avec une amplitude thermique annuelle de 16,6 °C. Le cumul annuel moyen de précipitations est de 942 mm, avec 7,1 jours de précipitations en janvier et 4,6 jours en juillet. Pour la période 1991-2020, la température moyenne annuelle observée sur la station météorologique de Météo-France la plus proche, « St-Auban », sur la commune de Saint-Auban-sur-l'Ouvèze à 3 km à vol d'oiseau, est de 11,6 °C et le cumul annuel moyen de précipitations est de 790,0 mm,. Pour l'avenir, les paramètres climatiques de la commune estimés pour 2050 selon différents scénarios d'émission de gaz à effet de serre sont consultables sur un site dédié publié par Météo-France en novembre 2022.

### Voies de communication et transports
La commune est traversée par la route reliant Buis-les-Baronnies à Séderon.

## Urbanisme

### Typologie
Au 1er janvier 2024, Sainte-Euphémie-sur-Ouvèze est catégorisée commune rurale à habitat dispersé, selon la nouvelle grille communale de densité à 7 niveaux définie par l'Insee en 2022.
Elle est située hors unité urbaine et hors attraction des villes,.

### Occupation des sols
L'occupation des sols de la commune, telle qu'elle ressort de la base de données européenne d’occupation biophysique des sols Corine Land Cover (CLC), est marquée par l'importance des forêts et milieux semi-naturels (82,7 % en 2018), en diminution par rapport à 1990 (84,7 %). La répartition détaillée en 2018 est la suivante : 
milieux à végétation arbustive et/ou herbacée (51,5 %), forêts (29,7 %), zones agricoles hétérogènes (14,5 %), prairies (2,3 %), espaces ouverts, sans ou avec peu de végétation (1,5 %), cultures permanentes (0,5 %). L'évolution de l’occupation des sols de la commune et de ses infrastructures peut être observée sur les différentes représentations cartographiques du territoire : la carte de Cassini (XVIIIe siècle), la carte d'état-major (1820-1866) et les cartes ou photos aériennes de l'IGN pour la période actuelle (1950 à aujourd'hui).

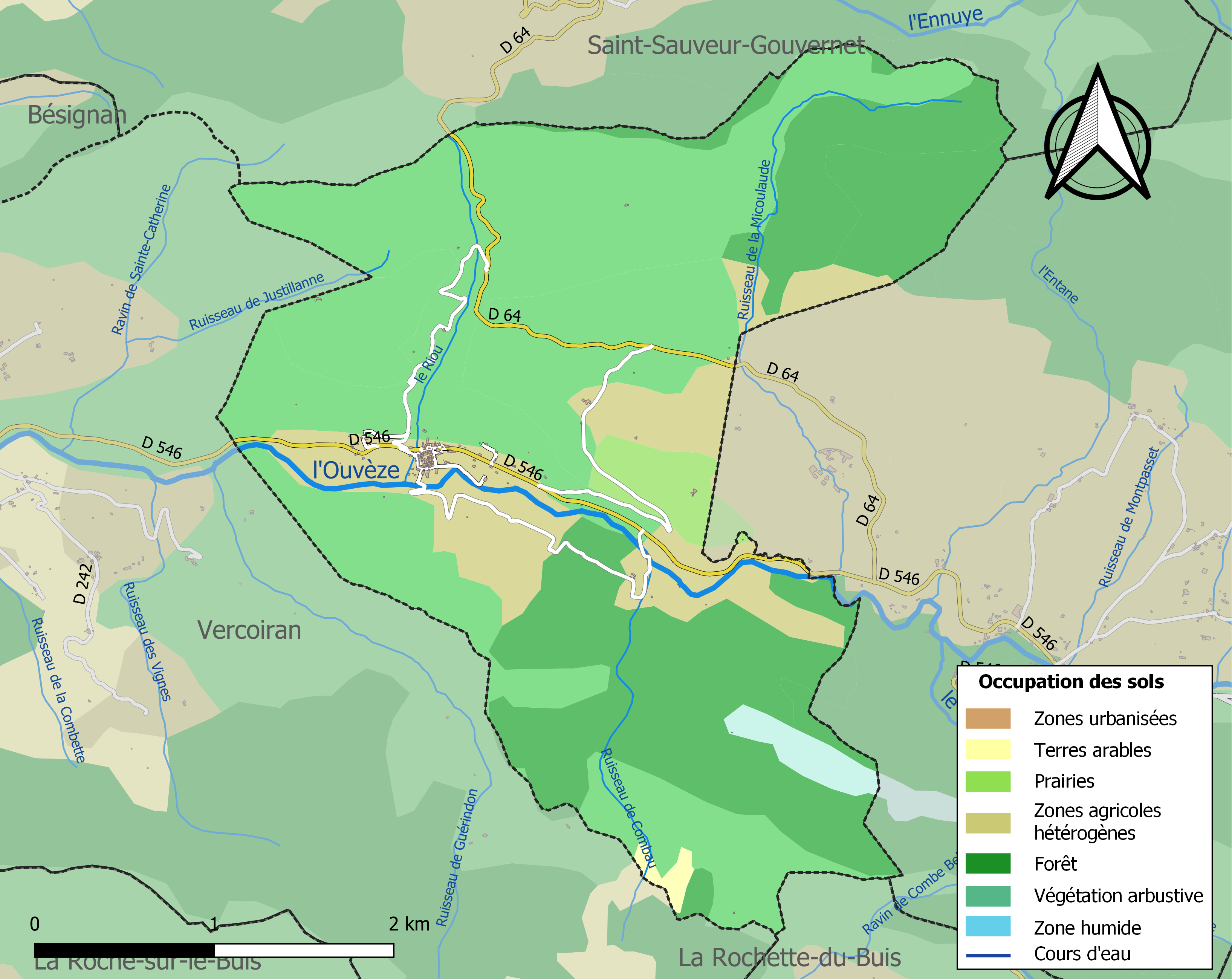
Carte des infrastructures et de l'occupation des sols de la commune en 2018 (CLC).

### Morphologie urbaine
La commune possède de nombreuses résidences secondaires. La population en est démultipliée pendant la saison estivale[réf. nécessaire].

## Toponymie

### Attestations
Dictionnaire topographique du département de la Drôme :
- 1277 : castrum Sancte Heufemie et Sancta Eufemia Vapincensis diocesis (inventaire des dauphins, 200 et 226).
- 1278 : Sancta Eufema (inventaire des dauphins, 235).
- 1284 : castrum de Sancta Eufemia (inventaire des dauphins, 234).
- 1284 : castrum de Sancta Aufuemia (Valbonnais, II, 118).
- 1294 : castrum Sancte Eufemie (inventaire des dauphins, 226).
- 1340 : castrum Sancte Eufeimie (docum. inéd., 66).
- 1516 : mention du prieuré : prioratus cura Sancte Euphemie (pouillé de Gap).
- 1579 : Sainct Euphiesme (archives de la Drôme, E 3121).
- 1598 : Sainct Ephemye (correspondance de Lesdiguières, I, 33).
- 1626 : Sainct Euphemy (archives de la Drôme, E 3256).
- 1633 : Sainct Eupheme (archives de la Drôme, E 3405).
- 1793 : Euphémie [appellation révolutionnaire].
- 1891 : Sainte-Euphémie, commune du canton de Buis-les-Baronnies.

(non daté)[réf. nécessaire] : Sainte-Euphémie-sur-Ouvèze.

### Étymologie
La commune est nommée en l'honneur d'Euphémie de Chalcédoine[réf. nécessaire].

## Histoire

### Protohistoire
La légende raconte qu'Hannibal serait passé par le village[réf. nécessaire].

### Du Moyen Âge à la Révolution
La communauté est d'origine templière.
La seigneurie :
- Au point de vue féodal, Sainte-Euphémie était une terre de la baronnie de Montauban.
- 1277 : possession des Rambaud et des Gaufridi.
- Vers 1334 : elle est partagée entre les dauphins et plusieurs co-seigneurs : les Barrière, les Durfort, les Mauvoisin, les Ollivier, les Rambaud et les Rémuzat.
- 1341 : les dauphins donnent une charte de libertés municipales aux habitants.
- 1349 : une part de la terre est possédée par les Du Puy.
- 1407 : une part est possédée par les Villette, héritiers des Rambaud.
- 1414 : une part est possédée par les Lestrange.
- 1424 : la part des dauphins est engagée aux Montauban jusqu'en 1430.
- (non daté) : une part est possédée par les Draguignan. Ces derniers semblent avoir acquis la moitié de la seigneurie.
- 1543 : la part des Montauban est acquise par les Quenin.
- 1557 : les Quenin vendent leur part aux habitants. Elle est recouvrée peu après par le domaine royal.
- 1598 : la part des Draguignan est vendue aux (des) Massues.
- 1604 : la part des Massues passe (par mariage) aux Pape.
- 1643 : la part du domaine royal est donnée par le roi Louis XIII aux princes de Monaco (pour contrebalancer la perte du royaume de Naples, le roi céda le village aux Grimaldi[réf. nécessaire]).
- Milieu XVIIIe siècle : la part des Pape passe (par mariage) aux Bimard.
- (non daté) : la part des Bimard passe (par héritage) aux Sade.
- 1789 : les princes de Monaco et madame de Sade sont les derniers seigneurs.

Avant 1790, Sainte-Euphémie était une communauté de l'élection de Montélimar, de la subdélégation et du bailliage de Buis-les-Baronnies.

Elle formait une paroisse du diocèse de Gap, dont les dîmes appartenaient au prieur de Rioms qui présentait à la cure.

### De la Révolution à nos jours
En 1790, Sainte-Euphémie forme, conjointement avec Rioms, une municipalité du canton de Montauban. La réorganisation de l'an VIII (1799-1800) en fait une commune distincte du canton de Buis-les-Baronnies.

## Politique et administration

### Liste des maires
| Période                                  | Période  | Identité                                | Étiquette        | Qualité       |
| ---------------------------------------- | -------- | --------------------------------------- | ---------------- | ------------- |
| Les données manquantes sont à compléter. |          |                                         |                  |               |
| 1871                                     |          | ?                                       |                  |               |
| 1874                                     |          | ?                                       |                  |               |
| 1878                                     |          | ?                                       |                  |               |
| 1884                                     |          | ?                                       |                  |               |
| 1888                                     |          | ?                                       |                  |               |
| 1892                                     |          | ?                                       |                  |               |
| 1896                                     |          | ?                                       |                  |               |
| 1900                                     |          | ?                                       |                  |               |
| 1904                                     |          | ?                                       |                  |               |
| 1908                                     |          | ?                                       |                  |               |
| 1912                                     |          | ?                                       |                  |               |
| 1919                                     |          | ?                                       |                  |               |
| 1925                                     |          | ?                                       |                  |               |
| 1929                                     |          | ?                                       |                  |               |
| 1935                                     |          | ?                                       |                  |               |
| 1945                                     |          | ?                                       |                  |               |
| 1947                                     |          | ?                                       |                  |               |
| 1953                                     |          | ?                                       |                  |               |
| 1959                                     |          | ?                                       |                  |               |
| 1965                                     |          | ?                                       |                  |               |
| 1971                                     |          | ?                                       |                  |               |
| 1977                                     |          | ?                                       |                  |               |
| 1983                                     |          | ?                                       |                  |               |
| 1989                                     |          | ?                                       |                  |               |
| 1995                                     |          | ?                                       |                  |               |
| 2001                                     | 2008     | Pierre Borel                            | (sans étiquette) | retraité      |
| 2008                                     | 2014     | Pierre Borel                            |                  | maire sortant |
| 2014                                     | 2020     | Pierre Borel                            |                  | maire sortant |
| 2020                                     | En cours | Muriel Bredy (mme)[source insuffisante] |                  |               |

## Population et société

### Démographie
L'évolution du nombre d'habitants est connue à travers les recensements de la population effectués dans la commune depuis 1793. Pour les communes de moins de 10 000 habitants, une enquête de recensement portant sur toute la population est réalisée tous les cinq ans, les populations de référence des années intermédiaires étant quant à elles estimées par interpolation ou extrapolation. Pour la commune, le premier recensement exhaustif entrant dans le cadre du nouveau dispositif a été réalisé en 2005.

En 2022, la commune comptait 72 habitants, en évolution de +1,41 % par rapport à 2016 (Drôme : +2,64 %, France hors Mayotte : +2,11 %).
| 1793 | 1800 | 1806 | 1821 | 1831 | 1836 | 1841 | 1846 | 1851 |
| ---- | ---- | ---- | ---- | ---- | ---- | ---- | ---- | ---- |
| 370  | 350  | 356  | 396  | 378  | 350  | 360  | 338  | 351  |

| 1856 | 1861 | 1866 | 1872 | 1876 | 1881 | 1886 | 1891 | 1896 |
| ---- | ---- | ---- | ---- | ---- | ---- | ---- | ---- | ---- |
| 353  | 351  | 318  | 325  | 344  | 313  | 297  | 292  | 254  |

| 1901 | 1906 | 1911 | 1921 | 1926 | 1931 | 1936 | 1946 | 1954 |
| ---- | ---- | ---- | ---- | ---- | ---- | ---- | ---- | ---- |
| 257  | 245  | 237  | 168  | 131  | 117  | 113  | 107  | 97   |

| 1962 | 1968 | 1975 | 1982 | 1990 | 1999 | 2005 | 2006 | 2010 |
| ---- | ---- | ---- | ---- | ---- | ---- | ---- | ---- | ---- |
| 90   | 65   | 65   | 78   | 61   | 71   | 97   | 98   | 86   |

| 2015 | 2020 | 2022 | - | - | - | - | - | - |
| ---- | ---- | ---- | - | - | - | - | - | - |
| 72   | 74   | 72   | - | - | - | - | - | - |

### Enseignement
La commune relève de l’académie de Grenoble.

### Manifestations culturelles et festivités
- Fête patronale : à la Pentecôte[1].

### Loisirs
- Pêche[1].

## Économie

### Agriculture
En 1992 : lavande, ovins.
Plantations d'abricotiers[réf. nécessaire].

### Tourisme
La commune propose des gîtes ruraux.

## Culture locale et patrimoine

### Lieux et monuments

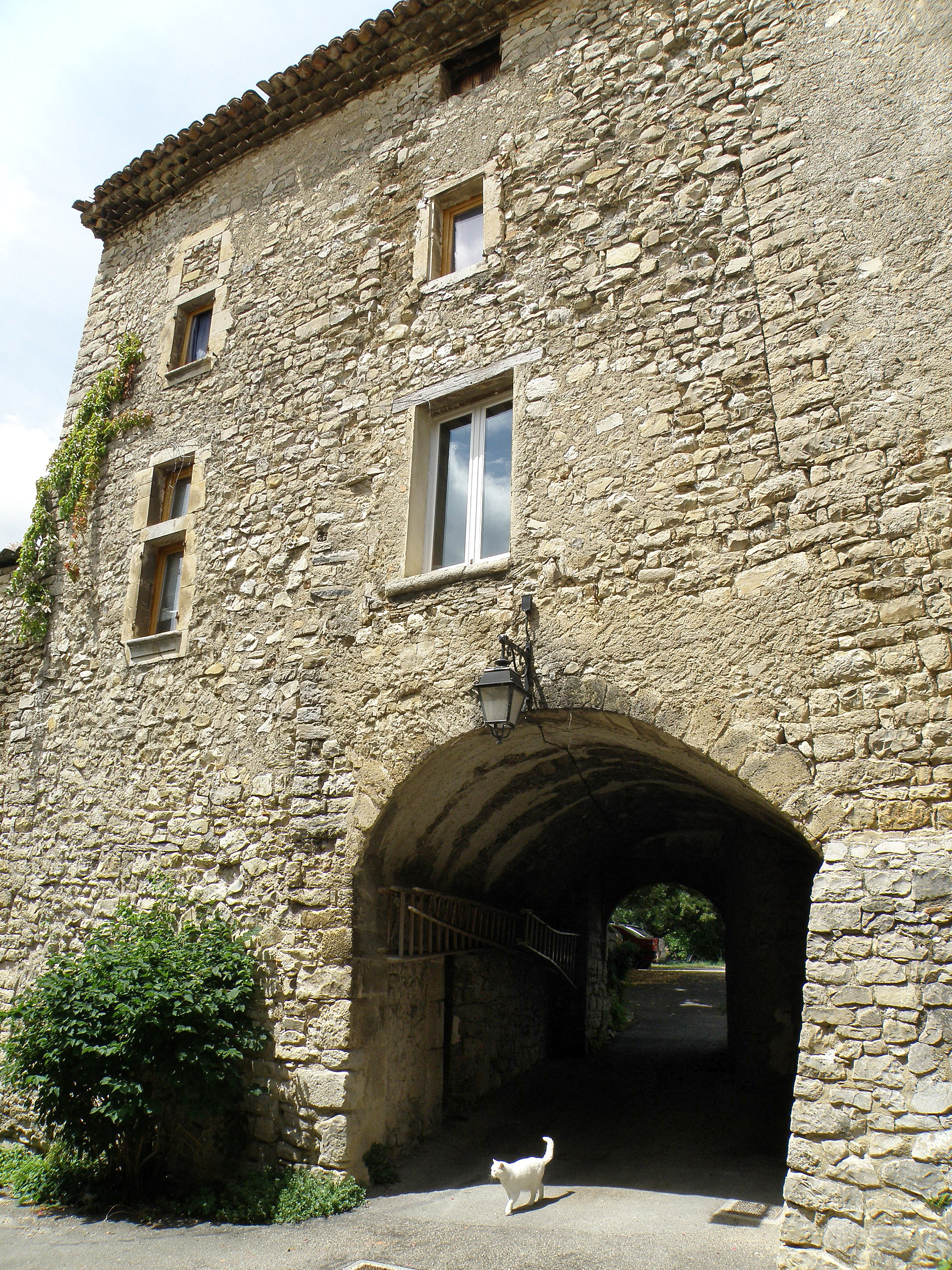
Maison patricienne avec soustet.

- Enceintes du village médiéval[réf. nécessaire] dont une porte[1].
- Maison seigneuriale du XVe siècle[réf. nécessaire].
- Église catholique (rebâtie au XVe siècle)[1]. Elle est dédiée à Sainte-Euphémie[réf. nécessaire].
- Temple protestant[1].

### Patrimoine culturel
- Artisanat d'art : poterie[1].

Le film Le chaud lapin de Pascal Thomas (1974), avec Bernard Menez dans le rôle principal, a été tourné en grande partie dans cette commune.

### Patrimoine naturel
- Un vieux mûrier creux se dresse sur la place principale[réf. nécessaire].

### Héraldique, logotype et devise
|  | Sainte-Euphémie-sur-Ouvèze possède des armoiries dont l'origine et le blasonnement exact ne sont pas disponibles. |